# 2020-as montenegrói parlamenti választások
2020. augusztus 30-án parlamenti választásokat tartottak Montenegróban. Az első többpárti választás óta ez volt a 11. alkalom az ország területén, és az ötödik a 2006-os függetlenné válás óta. A parlamentnek mind a 91 tagját ezen a választáson választották meg. A Covid19-pandémia miatt nagy elővigyázatossággal tartották meg az eseményt.
A választások előtti időszakban az ország lakossága nagyon meg volt osztva. A kormányzópárt körüli korrupciós ügyek miatt 2019-ben kormányellenes tüntetések voltak az országban, miközben a vallásszabadságot érintő törvényi változtatások miatt újabb tüntetéshullám indult. Nemzetközi megfigyelők szerint a választásokon igazi versenyhelyzet volt, de a kormánypárt sokat nyert a tisztviselők kormányközelisége és a média elfogultsága miatt.
A választást az ellenzéki pártok nyerték meg, és ezzel vége szakadt a többpártrendszer bevezetése óta folyamatosan vezető Szocialisták Demokratikus Pártájának a regnálásának. Másnap, augusztus 31-én három ellenzéki párt, a Montenegró Jövőjéért, a Nemzetünk Békéje és a Fehéren Feketén vezetője megállapodott egy szakértői kormány megalakításáról és az EU-hoz történő csatlakozás folytatásáról.

## Előzmények
A 2016-os választások után a montenegrói ellenzék kollektíven bojkottálta a parlament üléseit. 2017. januárban a 81 képviselő közül 39 nem vett részt a parlamenti munkában, és azt követelték, hogy legkésőbb 2018-ban tartsanak előrehozott választásokat, legkésőbb az elnökválasztással egyszerre.
2016-ban a kormányzó Szocialisták Demokrata Pártjának elnökhelyettesét, Svetozar Marovićot hosszú távú, szülővárosát, Budvát érintő korrupciós ügyek miatt letartóztatták, és az ügyészség úgy jellemezte őt, mint a „budvai bűnbanda feje”. Ezt később megtámadta a bíróság előtt. Ezután a szomszédos Szerbia fővárosába, Belgrádba repült, ahol állítólag kezeltette magát, és oda áttelepedett. Montenegró több alkalommal kérte a kiadatását Szerbiától. 2020 augusztusában Belgrádba történt elrepülése óta először beszélt Marović a médiával. Azzal vádolta a pártja vezetését, hogy korrupciós pénzekből finanszírozták magukat, pártokráciával, nepotizmussal és autokratizmussal vádolta a vezetést. Đukanović elnökről azt mondta, ő irányította a korrupciós eljárást, ami ellene és a családtagjai ellen zajlik.

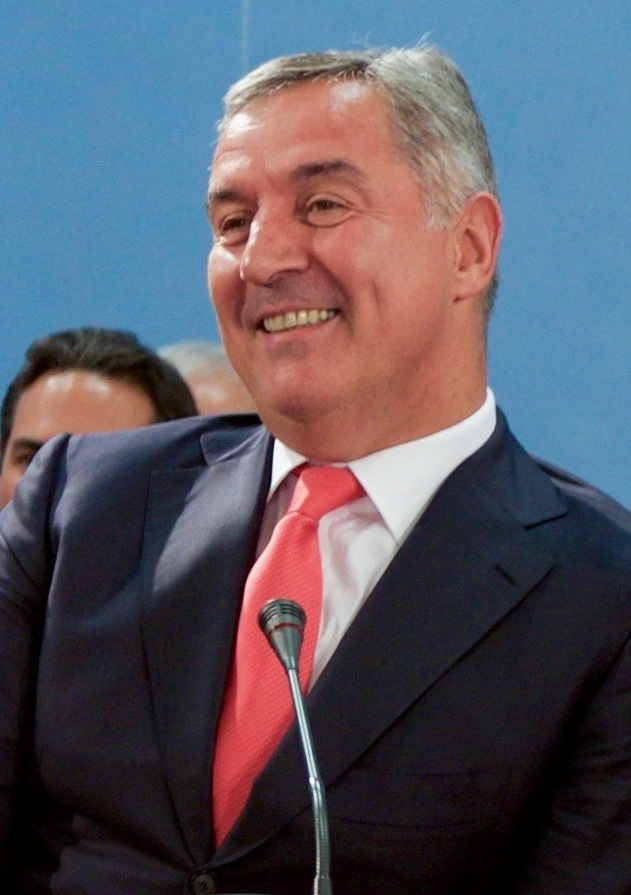
Milo Đukanović elnök, akinek a pártja egy erős ember imázst építve hibrid rezsimet tartott fenn 30 éven keresztül.

2018. júniusban az Európai Biztonsági és Együttműködési Szervezet Demokratikus Intézmények és Emberi Jogok Irodája választási reformokat sürgetett Montenegróban, a választás lebonyolításában pedig több együttműködést, pártatlanságot és professzionalizmust sürgetett.
A DPS vezette kormányon belüli korrupció elleni tüntetések 2019. februárban kezdődtek, miután olyan dokumentumok és felvételek kerültek nyilvánosságra, melyeken vezető tisztviselők fogadnak el forrásokat. Március 30-án mind a 39 ellenzéki képviselő aláírta a „Jövő megállapodását”, melyet a tüntető szervezetek javasoltak. Ebben megfogadták, hogy amennyiben helytelennek tartják a lebonyolítást, bojkottálják a 2020-as választásokat. 2020 májusban a tüntető szervezetek és néhány ellenzéki párt a választások bojkottját szorgalmazta, mert azokat nem tiszta körülmények között rendezik meg.
Az EU által támogatott, a kormány és az ellenzéki pártok által delegált tagokból álló tanács választási rendszert érintő reformjavaslata 2019. decemberben elbukott, mert az ellenzék a kormánynak a vallásszabadságot átíró, ellentmondásos törvényjavaslatát elfogadták. Azzal vádolták a kormányt, hogy tovább fűti az etnikai ellentéteket és zavargásokat. 2019 december végén újabb tüntetéshullám indult, mert az újonnan elfogadott törvény „de jure” átadja a templomok és más épületek tulajdonjogát az államnak, és elveszi ezeket a Szerb Ortodox Egyháztól.
A Freedom House politikai jogokról és polgári szabadságról szóló 2020 májusi jelentése Montenegrót hibrid rezsimként jellemezte, mert csökken a kormányzás, az igazságszolgáltatás és a médiaszabadság szintje. A Freedom House szerint az elmúlt években nőtt az állam szerepe, a régóta hatalmon lévő elnök és miniszterelnök pedig egy erős ember képére alapított rendszerben összpontosítja a hatalmat, és így 2003 óta először Montenegrót nem tekintették demokráciának. A jelentés kiemeli az egyenlőtlen választási rendszert, az igazságszolgáltatás függetlenségét negatívan befolyásoló eseményeket, a média szabadságnak a fokát és a meg nem oldott korrupciós ügyek sorozatát, mely a DPS körül van. Az ellenzék, a kormánytól távol álló szervezetek és az EU követelései ellenére a választási eljárást ellenőrző szervezetek de facto még mindig a kormányzó pártkoalíció ellenőrzése alatt állnak.

## Választási rendszer
Montenegró parlamentjének 81 helyét országos, zárt listákról arányosítva 3%-os bejutási küszöbbel d'Hondt módszerrel osztják el. Ez alól azok a nemzeti kisebbségek kapnak felmentést, akiknek egy körzetben nagyobb az arányuk, mint 15%. Ekkor a bejutási küszöb 0,7%, és legfeljebb 3 helyet szerezhetnek. A horvátokra egy olyan speciális szabály vonatkozik, hogy amennyiben nem érnek el 0,7%-t, de egy jelölt legalább a szavazatok 0,35%-át megszerzi, akkor a legtöbb szavazatot kapott jelölt mandátumhoz jut.

## Kampány
2019. május 1-én a Szocialista Néppárt (SP), az Egyesült Montenegró (UCG), a Munkáspárt (RP) és a parlamentben lévő függetlenek megállapodtak, hogy egy mindent átfogó szövetséget alkotnak, melynek Mindenki Javára lesz a neve. A szövetségnek még a választások előtt vége lett. 2020-ban a tagpártok úgy döntöttek, hogy csatlakoznak a jobboldali Demokrata Fronttal (DF) közös szövetséghez, melynek Montenegró Jövője lett a neve, és ehhez több kisebb politikai csoport is csatlakozott, mint az Igazi Montenegró, az Egység Demokrata Pártja (DSJ), a Demokratikus Szerb Párt (DS) és a Montenegrói Jugoszláv Kommunista Párt (JKP).
2020. július 11-én az URA Polgári Mozgalom úgy döntött, egymaga indul, és a Feketén Fehéren pártszövetséget képviseli, ahol olyan függetlenek indultak a vezető helyekért, mint Milka Tadić újságíró, aktivista, egyetemi professzorok, polgári és nem kormányhoz köthető aktivisták, a listavezető pedig Dritan Abazović, a párt vezetője lett. Az URA jelöltjei között volt a bosnyák kisebbség Igazság és Helyreállítás Pártjának (SPP) az egyik jelöltje, ezen kívül helyi pártok és kezdeményezések is képviseltették magukat.
A Demokratikus Montenegró, a DEMOS, az Új Bal, a Nyugdíjasok és Fogyatékosok Egyesült Pártja és a Politikakutató Szövetség megállapodtak, hogy egy választások előtti koalíciót kötnek, melynek a neve A Béke a Népünk lett a neve és a Demokratikus Montenegró vezetője, Aleksa Bečić a listavezetője.
2020. július 12-émn az ellenzéki Montenegrói Szociáldemokrata Párt (SDP) bejelentette, hogy egyedül indul, ahogy azt pár nappal korábban az előző kormány kisebbik pártja, a Montenegrói Szociáldemokraták is megtette.
2020, július 28-án létrehozták az Albán Listát, egy kisebbségi koalíciót, melyben részt vett az Új Demokratikus Erők (Forca), az Albán Alternatív (AA), az Albán Koalíciós „Perspektíva” (AKP) és a Montenegrói Demokratikus Liga albán ága (DSA). Pár héttel korábban az Albánok Demokratikus Uniója megállapodott, hogy a DG és a DSCG Albán „Egybehangzó Koalíciójához csatlakoznak.
2020 előtt a jobbközép kisebbségi Bosnyák Párt (BS) bejelentette, hogy a jobbközép Horvát Civil Kezdeményezéshez (HGI) és az újonnan létrejött centrista Horvát Reform Párthoz (HRS) hasonlóan ők is egyedül indulnak.
A vezető DSP párt 2020. augusztus 1-én határozott úgy, hogy egyedül indul, a párt listáján pedig helyet kapott Andrija Popović, a Montenegrói Liberális Párt képviselője, a listát pedig Duško Marković hatalmon lévő miniszterelnök vezeti.

### Választási listák
| # | Választási lista neve                                          | Listavezető         | Megjegyzés |  |
| --- | -------------------------------------------------------------- | ------------------- | ---------- |  |
| 1 | Szociáldemokraták – Ivan Brajović – Mi döntünk, következetesen | Ivan Brajović       |            |  |
| 2 | Bosnyák Párt – Helyesen – Rafet Husović                        | Ervin Ibrahimović   | M          |  |
| 3 | HGI – Teljes szívvel Montenegróért!                            | Adrian Vuksanović   | M          |  |
| 4 | Szociáldemokrata Párt – Erős Montenegrót!                      | Draginja Vuksanović |            |  |
| 5 | Montenegrói Horvát Reform Párt – HRS                           | Radovan Marić       | M          |  |
| 6 | Dritan Abazović – Feketén Fehéren – Srđan Pavićević            | Dritan Abazović     |            |  |
| 7 | Albán Koalíció – Egyhangúlag – DP, DUA, DSCG                   | Fatmir Gjeka        | M          |  |
| 8 | Határozottan Montenegróért! DPS – Milo Đukanović               | Duško Marković      |            |  |
| 9 | Montenegró Jövőjéért – DF, SNP, Népi Mozgalom                  | Zdravko Krivokapić  |            |  |
| 10 | Albán Lista – Genci Nimanbegu, Albán Alternatíva               | Nik Gjeloshaj       | M          |  |
| 11 | Aleksa Bečić – Miodrag Lekić – A Béke a Mi Nemzetünk           | Aleksa Bečić        |            |  |
| |                                                                |                     |            |  |
| • Forrás: National Electoral Commission Archiválva 2016. október 13-i dátummal a Wayback Machine-ben (official website). • Megjegyzés: Az "M" nemzeti kisebbségi választási listát jelöl. |                                                                |                     |            |  |

## Közvélemény-kutatások
Az alábbi listában kronologikusan, de visszafelé szerepelnek a közvélemény-kutatási eredmények, tehát a legfrissebb van legelöl, dátumnak pedig a közzététel dátuma lett megadva. A minden mérésnél a legmagasabb százalékos értéket kiemelték, a háttér pedig megegyezik a vezető  párt színével. Döntetlennél a háttér eredeti színű  marad. A jobb szélső oszlopban az szerepel, hány százalékos az előnye az első pártnak a másodikhoz képest. A pártok számára a parlamentbe jutási küszöb 3%, kivéve a kisebbségi pártok és a koalíciók esetében.
- [reference_name_a] azt jelzi, hogy a kutatást egy, a választáson részt vevő párt készíttette.
- [reference_name_b] azt jelzi, hogy a közvélemény kutatást egy nagykövetség vagy külföldi intézet kezdeményezte.

| Dátum            | Kutató cég                                                            | DPS             | DF   | PCG  | SNP  | UCG  | URA  | Demos | DCG  | SDP  | SD   | BS  | Forca | AA  | Egyéb | Előny |     |     |     |     |
| ---------------- | --------------------------------------------------------------------- | --------------- | ---- | ---- | ---- | ---- | ---- | ----- | ---- | ---- | ---- | --- | ----- | --- | ----- | ----- | --- | --- | --- | --- |
| Dátum            | Kutató cég                                                            | 2020. augusztus | ICA  | 35,1 | 25,9 | 25,9 | 25,9 | 25,9  | 7,5  | 15,5 | 15,5 | 3,1 | 2,6   | 5,4 | Egyéb | Előny | 4,4 | 4,4 | 0,5 | 9,2 |
| 2020. augusztus  | CeDem                                                                 | 35.3            | 24,7 | 24,7 | 24,7 | 24,7 | 6,6  | 16,5  | 16,5 | 4,2  | 5,3  | 4,8 | 1,9   | 1,9 | 0,7   | 10,6  |     |     |     |     |
| 2020. július     | NSPM                                                                  | 35,9            | 17,2 | 3,8  | 4,5  | >1   | 6,1  | 3,5   | 17,5 | 3,4  | 1,8  | 3,2 | 1,3   | 1,3 | 1,8   | 18,4  |     |     |     |     |
| 2020. július     | HoW[reference_name_a]                                                 | 41,2            | 15,8 | 15,8 | 6,1  | 6,1  | 2,4  | 16,4  | 16,4 | 3,9  | 5,9  | 4,1 | 2,9   | 2,9 | 1,3   | 24,8  |     |     |     |     |
| 2020. június     | HoW[reference_name_a]                                                 | 39,8            | 13,8 | 2,1  | 5,1  | 0,8  | 2,2  | 2,9   | 13,2 | 3,8  | 6,2  | 4,2 | 3,3   | 3,3 | 2,6   | 26,0  |     |     |     |     |
| 2020. május      | HoW[reference_name_a]                                                 | 41,2            | 12,9 | 1,4  | 5,5  | 0,6  | 2,8  | 3,1   | 12,1 | 4,4  | 6,5  | 4,1 | 3,2   | 3,2 | 2,2   | 28,3  |     |     |     |     |
| 2020. április    | HoW[reference_name_a]                                                 | 40,5            | 12,5 | 1,8  | 5,2  | 0,9  | 2,7  | 2,7   | 13,5 | 4,1  | 6,1  | 4,2 | 3,1   | 3,1 | 2,7   | 26    |     |     |     |     |
| 2020. február    | ICA                                                                   | 32,8            | 23,1 | 1,6  | 2,6  | 0,7  | 3,3  | 2,3   | 11,8 | 3,1  | 2,7  | 5,1 | 4,5   | 4,5 | 6,4   | 9,7   |     |     |     |     |
| 2019. december   | CeDem                                                                 | 37              | 13,2 | 2,2  | 5,8  | 1,2  | 3,7  | 2,6   | 15   | 4,1  | 4,8  | 4,9 | 1     | 1,6 | 2,9   | 22    |     |     |     |     |
| 2019. október    | NSPM[reference_name_b]                                                | 35,5            | 20,8 | 1,9  | 6,3  | 6,3  | 2,5  | 1,7   | 15,1 | 3,2  | 4,4  | 3,2 | 2,3   | 2,3 | 3,1   | 14,7  |     |     |     |     |
| 2019. szeptember | Damar[reference_name_a]                                               | 38              | 15,3 | 4,3  | 4    | 0,7  | 2,7  | 2,5   | 14,8 | 2,8  | 4,3  | 4   | 2,6   | 2,6 | 4,0   | 22,7  |     |     |     |     |
| 2019. augusztus  | Ipsos Archiválva 2019. augusztus 3-i dátummal a Wayback Machine-ben   | 41              | 13   | 3    | 8    | 8    | 2    | 2,5   | 17   | 2    | 4    | 2   | >1    | 2   | 3,5   | 24    |     |     |     |     |
| 2019. július     | CeDem Archiválva 2020. október 14-i dátummal a Wayback Machine-ben    | 34              | 15,6 | 2,3  | 6,6  | 6,6  | 4,9  | 3,7   | 14,6 | 3,1  | 5,3  | 4,3 | >1    | 2,6 | 3     | 18,4  |     |     |     |     |
| 2018. december   | CeDem                                                                 | 41,5            | 10,1 | 1,1  | 6,8  | >1   | 2,8  | 2,6   | 20,7 | 3,5  | 4    | 3,2 | 0,1   | 2,3 | 1,3   | 20,8  |     |     |     |     |
| 2018. december   | NSPM[reference_name_b]                                                | 42,7            | 18,4 | 1,3  | 4,4  | 1,2  | 2,1  | 1,2   | 14,1 | 3,5  | 4,5  | 3,1 | >1    | 1,5 | 2,0   | 24,3  |     |     |     |     |
| 2018. március    | CeDem                                                                 | 43              | 12,6 | 1,1  | 5,1  | >1   | 3,7  | 2,4   | 21,2 | 4    | 1,2  | 2   | 2,4   | 0,2 | 1,1   | 21,8  |     |     |     |     |
| 2017. december   | CeDem Archiválva 2020. szeptember 13-i dátummal a Wayback Machine-ben | 39,9            | 13   | —    | 4,5  | 0,4  | 3,5  | 3,5   | 21,3 | 3,9  | 3,5  | 2,7 | 0,7   | 1   | 3,2   | 18,6  |     |     |     |     |
| 2017. október    | Ipsos[reference_name_b]                                               | 40              | 15   | —    | 5    | —    | 3    | 3     | 23   | 3    | 3    | 3   | >1    | 1   | 2     | 17    |     |     |     |     |
| 2017. október    | DeFacto[reference_name_a]                                             | 38              | 12,2 | —    | 4,1  | —    | 1,5  | 4,3   | 26,1 | 3,4  | 1,9  | 1,9 | 2     | >1  | 6,6   | 11,9  |     |     |     |     |
| 2017. július     | CeDem Archiválva 2020. szeptember 13-i dátummal a Wayback Machine-ben | 39              | 11,6 | —    | 4,9  | —    | 4    | 5,9   | 19,9 | 3,9  | 3,2  | 3,1 | 1,2   | 1,1 | 3,7   | 19,1  |     |     |     |     |
| 2016. december   | CeDem                                                                 | 36,8            | 21   | —    | 7,8  | —    | 1,6  | 6,3   | 12,2 | 4,1  | 2,3  | 3,4 | 0,8   | 1,1 | 3,7   | 15,8  |     |     |     |     |
| 2016. október    | Választási eredmények 2016.                                           | 41,4            | 20,3 | 20,3 | 11,1 | 11,1 | 11,1 | 11,1  | 10,1 | 5,2  | 3,2  | 3,1 | 1,2   | 1,2 | 4,2   | 21,1  |     |     |     |     |

A következő grafikonon a legfontosabb jelöltlisták eredményei láthatóak az elvégzett közvélemény-kutatásui eredmények átlagai alapján a két választás között.

## Eredmények
A választás az előző parlamentben ellenzékben lévő pártok győzelmével zárult. A győztes pártok a következők lettek:  Montenegró Jövőjéért, A Béke a Mi Nemzetünk, Egyesült Reform Mozgalom és Szociáldemokrata Párt. Az ellenzéki lista 43 helyet szerzett, míg az uralkodó Szocialisták Demokratikus Pártja a Montenegró Liberális Pártjával a 81-ből 30 helyet kapott, így 30 év hatalom után ellenzékbe kényszerültek. Három, eddig ellenzéki, de 41 helyet megszerzett párt bejelentette, hogy kormányt alakítanak.
Az ellenzéki sikert a helyi választásokon elért sikerek is követték. Az öt megtartott helyhatósági választás közül négy helyen ők nyertek. Ezek Budva, Kotor, Tivat és Andrijevica voltak.
|                                                                                  |                                  |          |       |           |     |
| Párt                                                                             | Párt                             | Szavazat | %     | Képviselő | +/– |
|                                                                                  | Szocialisták Demokratikus Pártja | 143.548  | 35,06 | 30        | –6  |
|                                                                                  | Montenegró Jövőjéért             | 133.267  | 32,55 | 27        | +6  |
|                                                                                  | A Béke a Mi Nemzetünk            | 51.297   | 12,54 | 10        | –2  |
|                                                                                  | Egyesült Reform Mozgalom         | 22.649   | 5,53  | 4         | +2  |
|                                                                                  | Szociáldemokraták                | 16.769   | 4,10  | 3         | +1  |
|                                                                                  | Bosnyák PártM                    | 16.286   | 3,98  | 3         | +1  |
|                                                                                  | Szociáldemokrata Párt            | 12.839   | 3,14  | 2         | –2  |
|                                                                                  | Albán ListaM                     | 6488     | 1,58  | 1         | 0   |
|                                                                                  | Albán KoalícióM                  | 4675     | 1.14  | 1         | +1  |
|                                                                                  | Horvát Polgári KezdeményezésM    | 1115     | 0,27  | 0         | –1  |
|                                                                                  | Horvát Reform PártM              | 532      | 0,13  | 0         | Új  |
| Érvénytelen/Üres szavazat                                                        | Érvénytelen/Üres szavazat        | 4503     | 209   | –         | –   |
| Összesen                                                                         | Összesen                         | 413.954  | 100   | 81        | 0   |
| Regisztrált szavazók/részvétel                                                   | Regisztrált szavazók/részvétel   | 541.232  | 76,65 | –         | –   |
| M a nemzeti kisebbségi listákat jelöli, melyekre a 3%-os szabály nem vonatkozik. |                                  |          |       |           |     |

## Következmények

### Reakciók
|                    |              |                 |
| Zdravko Krivokapić | Aleksa Bečić | Dritan Abazović |

Az EBESZ és a Demokratikus Intézmények és Emberi Jogok Irodája az előzetes megállapításaiban közzétette, hogy a választásokon érvényesült a verseny lehetősége, és olyan témák polarizálták a társadalmat, mint az egyházak és a nemzeti identitás. Azt azonban kiemelték, hogy a választás időpontja nem az alkotmánynak megfelelően lett kiválasztva, nem volt független kampány közvetítés, és az állami források egyenlőtlen elosztásán valamint a tisztviselőkön keresztül a kormányzó párt profitált a kialakult helyzetből. Ezen kívül rámutattak több ellentmondásra is a nemzeti és a nemzetközi folyamatok között, arr, hogy a választások között több képviselőt őrizetbe vettek és elítéltek.
Florian Bieber politológus jellemzése szerint az eredmény „jó hír a demokráciának.” Josep Borrell az Unió külügyi és biztonságpolitikai főképviselője és Várhelyi Olivér, az Európai Bizottság szomszédság- és bővítéspolitikáért felelős biztosa azt üzenték, „várják az új parlament megalakulását és egy olyan kormány létrejöttét, mely folytatja Montenegrónak az EU-ba vezető, már megkezdett útját.” Doris Pack, az Európai Néppárt Női ágának elnöke támogatta a Montenegróban kialakult új parlamenti többséget, és kritizálta a távozó DPS-t annak „szocialista propaganda” taktikája miatt, és felhívta a nyugati közvélemény figyelmét, hogy ne essenek bele a propaganda által létrehozott csapdába, és kiemelte, hogy az EU-hoz való csatlakozás marad az új kormány legfőbb célja.
A választásokat követő napon a két legnagyobb ellenzéki választási lista, A  Béke a mi Nemzetünk és az Egyesült Reform Mozgalom szűk többséget szerzett vezetői megállapodtak, hogy szakértői kormányt alakítanak, továbbra is dolgoznak az országnak az EU-hoz történő csatlakozásán, küzdenek a korrupció ellen, megoldják a társadalmi polarizáltságból és a gazdasági válságból adódó problémákat, és dolgoznak a vallási közösségeket szabályozó törvény megváltoztatásán. Üdvözölték a bosnyák és albán kisebbséget képviselő pártokat is, és remélik, velük együtt alkothatnak kormányt.
Szeptember 1-én Milo Đukanović elismerte a vereségét, amiért Aleksandar Vučićot és a szerb médiát tette felelőssé, mert beleavatkoztak másik közösség belügyeibe, és újraélesztik a „Nagy-Szerbia politikát”. Kijelentette, hogy elképzelhető, néhány intézkedésük miatt vesztette el a kormány a támogatást, de ebben része volt Belgrád és a Szerb Ortodox Egyház manipulálásának is.

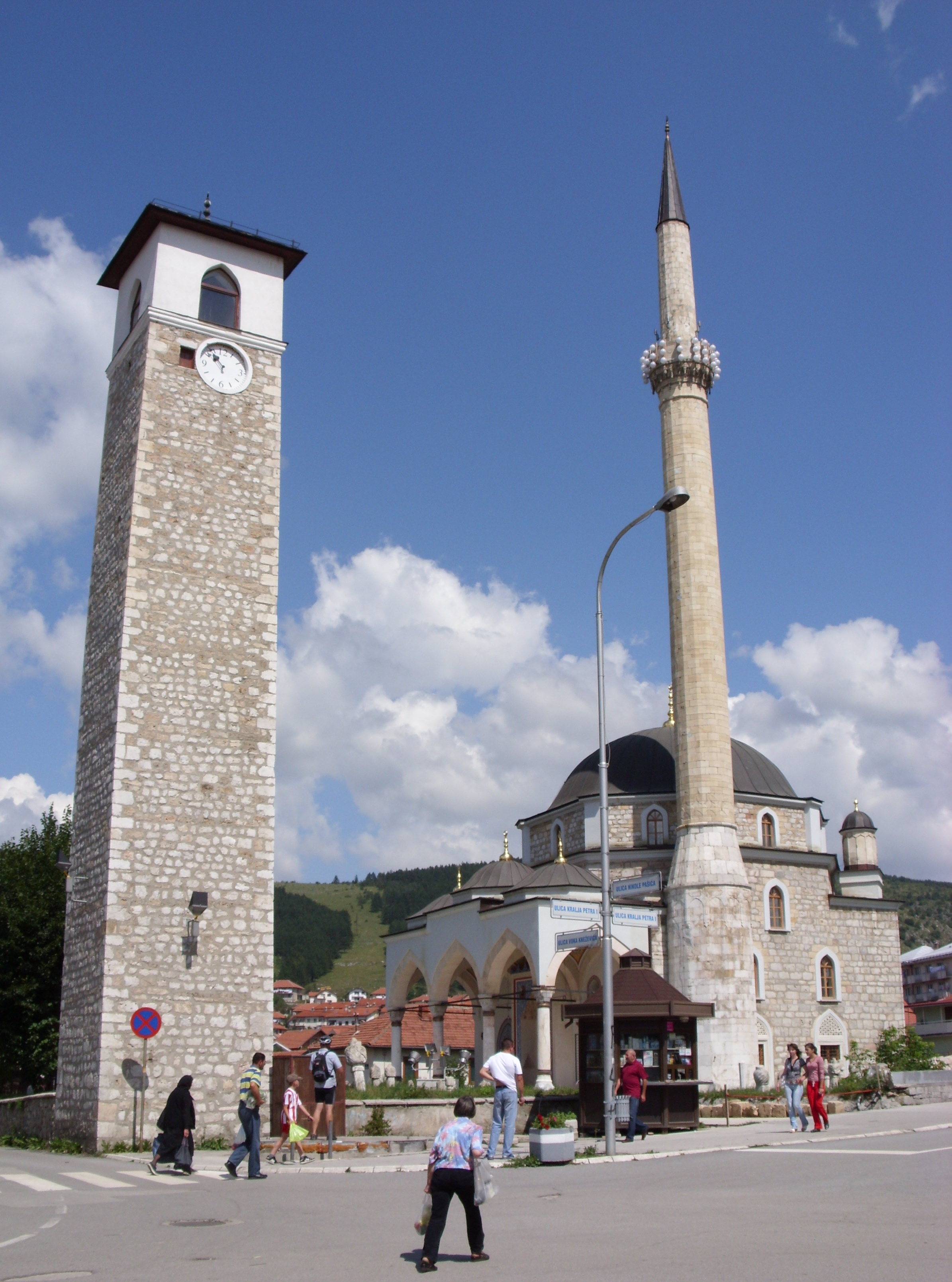
A többségbe került pártok és szerb ortodox papok tiltakoztak a Husszein pasa mecsete (a fényképen) előtt a montenegrói mohamedán közösség védelmében.

### Összecsapások
A választások utáni napon az egész országban nagy ünnepléseket tartottak. Podgoricában a támogatók összecsaptak a DPS szimpatizánsaival. Zdravko Krivokapić, Aleksa Bečić és Dritan Abazović, a három koalíciós párt elnöke arra kérték támogatóikat, maradjanak otthon, a hatóságoktól pedig az incidensek kivizsgálsáát és a támadók elítélését kérték. Bár a még hatalmon lévő kormány betiltott minden köztéri összejövetelt a montenegrói COVID–19-pandámia miatt, Milo Đukanović elnök pártja bejelentette, hogy amennyiben a DPS kiesik a hatalomból, „az a montenegrói államiságot és függetlenséget veszélyezteti.” Az új parlamenti többség képviselői, így többek között Aleksa Bečić, Zdravko Krivokapić, Dritan Abazović, Vladimir Joković, Miodrag Lekić és Vladimir Pavićević elítélték az erőszakot és a konfliktust, melynek kirobbantásával DPS vezette kormányt, a rendőrségi vezetést és a Nemzetvédelmi Ügynökséget tették felelőssé. Szerintük etnikai ellentétet és zavargást szítottak. Így akarták ellehetetleníteni a békés hatalomváltást. Krivokapić azt is követelte, hogy derítsék ki, kik voltak a zavargások felbúkjtói és kitervelői, és őkjet a rendőrség közreműködésével a bíróság mihamarabb ítélje el..
Szeptember 2-án betörték Pljevlja  iszlám közösségének a ajtaját, és egy üzenetet hagytak ott: „A fekete madár felszállt. Pljevlja lesz a következő Srebrenica.” Az informális "Bunt Crna Gora" csoport bejelentette, hogy amennyiben a rendőrség nem derít gyorsan fényt az ügyre, „a pljevljai szerbek fognak őrködni, hogy megvédjék szomszédaikat a DPS beavatkozásaitól.” Albin Ćeman, az ellenzéki Demokratikus Montenegró elnökhelyettese, az iszlám közösség tagja a feszültségek lecsillapítására szólított fel, a kikényszerített provokációval pedig a kormányzó pártot hibáztatta A Montenegró Jövőjéért koalíció elítélte a történteket, és osztotta azokat az élképzeléseket, melyek szerint ez a távozó DPS műve lehetett. Pljevlja imámja, Samir Kadribašić azt mondta, az iszlám közösség ingatlanja elleni támadás huligánok izolált eset volt, de az új parlamenti többség nem ezeket az értékeket vallja magáénak. Krivokapić az ortodox egyház vezetőivel tüntetett egy mecset előtt, és olyan üzeneteket osztottak meg, hogy minden vallási közösség imahelyét készek megvédeni.